# Pavol Hrušovský

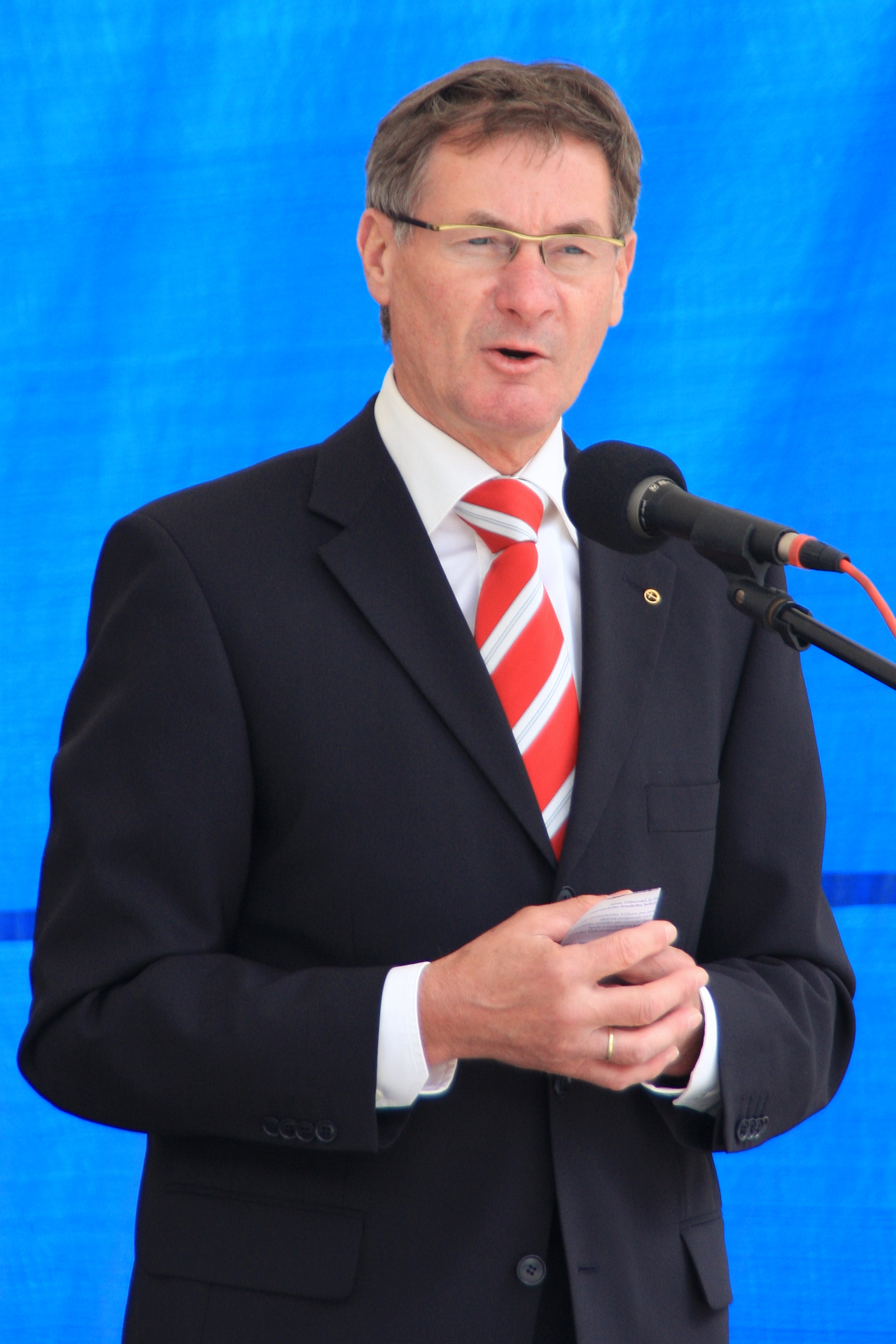
Pavol Hrušovský

Pavol Hrušovský (* 9. Juni 1952 in Veľká Maňa, Okres Nové Zámky) ist ein slowakischer Politiker und ehemaliger Vorsitzender des slowakischen Parlaments.

## Leben
Er war vom 21. Oktober 2000 bis September 2009 Vorsitzender der christlich-demokratischen Bewegung, heute ist er Vorsitzender des Parlamentsklubs der KDH. Von 2002 bis 2006 war er Vorsitzender des slowakischen Parlaments, vom Sommer 2010 bis 13. Oktober 2011 dessen stellvertretender Vorsitzender. Im Oktober 2011 wurde er erneut auf diesen Posten gewählt. und blieb dort bis zum Ende der Regierung Radičová.
Er war gemeinsamer Kandidat der Parteien KDH, Most–Híd und SDKÚ-DS in der Präsidentschaftswahl 2014, schied aber schon in der ersten Runde mit einem Stimmenanteil von 3,33 Prozent aus.

## Auszeichnungen
- Großes Goldenes Ehrenzeichen am Bande für Verdienste um die Republik Österreich[5] (2005)